# Салкі (Радомський повіт)
Салкі (пол. Sałki) — село в Польщі, у гміні Пйонки Радомського повіту Мазовецького воєводства.
Населення — 117 осіб (2011).

## Демографія
Демографічна структура станом на 31 березня 2011 року:
|          | Загалом | Допрацездатний вік | Працездатний вік | Постпрацездатний вік |
| -------- | ------- | ------------------ | ---------------- | -------------------- |
| Чоловіки | 58      | 13                 | 39               | 6                    |
| Жінки    | 59      | 22                 | 27               | 10                   |
| Разом    | 117     | 35                 | 66               | 16                   |